# Ybema
Ybema (ook: IJbema) is een van oorsprong Friese familie die bestuurders en politici voortbracht.

## Geschiedenis
De stamreeks begint met Yb Douwes die in 1668 trouwde in het Friese Kimswerd met Wijke Jacobs. Zijn zoon Douwe Ybs gebruikte vanaf 1730 voor zichzelf en zijn kinderen en kleinkinderen de familienaam IJbema of Ybema. Via Douwe Ybema’s dochter Wijke, zijn kleinzoons en zijn kleindochters is de naam doorgegeven aan enkele families IJbema en Ybema. 

### Wapen
Verlaagd doorsneden, A. in de linkeronder- en rechterbovenhoek een klaverblad en in de linkerboven- en rechteronderhoek een eikel, B. een lelie. Helmteken: een lelie. Het wapen is onder andere terug te vinden op de kerkbanken in de Kerk van Niebert en op verschillende graven in de kerk en op het kerkhof bij deze kerk.

## Ybema's Mole
In Workum staat een molen genaamd Ybema's Mole. Deze molen werd door de eigenaar, de agrariër Ybema, in de jaren tachtig voor het symbolische bedrag van 1 gulden verkocht aan de gemeente met als doel dat de molen opgeknapt zou worden. In 2002 werd de molen door de Molenstichting Súdwest-Fryslân gerestaureerd. In de muur van de molen zit sindsdien een gedenksteen. De molen is nog steeds functioneel en wordt goed onderhouden door de molenaars van de stichting. De molen is te bezichtigen als de molen draait en op afspraak.

## Bekende telgen
- Tjeerd Sjoerds IJbema (1822-1888), voormalig burgemeester van Workum
- ir. Douwe Ybema (1899-1983), ingenieur en directeur van gemeentewerken te Enkhuizen. Schreef in 1971 het stuk "Aantekeningen uit het Verleden" over de geschiedenis van de familie
- Willem Ybema (1902-1986), in de periode 1956-1968 directeur van de Amsterdamse GVB, werd in 1938 opgenomen in het naslagwerk Persoonlijkheden in het Koninkrijk der Nederlanden in woord en beeld
- Dr. Seerp Bernhard Ybema (1941), oud-directeur Juridische Zaken (DJZ) van het ministerie van Defensie.
- Anja Ybema-Lepoutre (1944), een voormalig tennisspeelster, nam deel aan Wimbledon in 1964. Hierin verloor ze van de latere winnares Margeret Court uit Australië (6-1 en 6-1).
- Drs. Gerrit Ybema (1945-2012), oud-staatssecretaris van Buitenlandse Handel en politicus van D66, voorzitter van het bestuur van Fair Wear Foundation en Ridder in de Orde van Oranje-Nassau
- Dr. Sierk Ybema (1973), professor aan de Vrije Universiteit Amsterdam